# Бернуа-ле-Шато
Бернуа-ле-Шато (фр. Bernoy-le-Château) — муніципалітет у Франції, у регіоні О-де-Франс, департамент Ена. Бернуа-ле-Шато утворено 1-1-2023 шляхом злиття муніципалітетів Берзі-ле-Сек i Нуаян-е-Аконен. Адміністративним центром муніципалітету є Нуаян-е-Аконен. Населення — 855 осіб (01.01.2021).